# گوستا اریکسون
گوستا اریکسون (انگلیسی: Gösta Eriksson؛ زادهٔ ۲۶ january ۱۹۳۱ (۹۴ سال)) ورزشکار روئینگ اهل سوئد است.
وی در مسابقات کشوری و بین‌المللی در مجموع برندهٔ ۳ مدال نقره شده‌است.